# Cuori agitati
Cuori agitati – pierwszy album Erosa Ramazzotti, wydany w 1985 roku. Jego sprzedaż osiągnęła w tamtym roku dziesiąte miejsce we Włoszech i piąte w Szwajcarii. Singlem promującym płytę był utwór Una storia importante, który zajął pierwsze miejsce na włoskiej liście przebojów. Płyta ponownie wyszła w 1995 roku, na płycie kompaktowej.

## Lista utworów
1. "Cuori Agitati" - 3:41
2. "Respiro Nel Blu" - 3:25
3. "Buongiorno Bambina" - 4:15
4. "Ora" - 3:44
5. "Volare Navigare Camminare" - 3:45
6. "Una Storia Importante" - 4:05
7. "Quando L'Amore" - 3:58
8. "Dritto Per Quell'Unica Via" - 3:47
9. "Libertà Libertà" - 3:50
10. "Terra Promessa" - 3:35